# Příkrý
Obec Příkrý se nachází v okrese Semily, kraj Liberecký. Žije zde 242 obyvatel.

## Historie
První písemná zmínka o obci pochází z roku 1634.

## Pamětihodnosti
Památkově chráněné
- Sousoší Kalvárie u zvoničky
- Boží muka u zvoničky
- Krucifix při bývalé cestě ke Škodějovu, vedle areálu zemědělského družstva
- Krucifix v Dolním konci, poblíž stavení čp. 55
- Venkovská usedlost na Kozím rohu (čp. 64)

Památkově nechráněné
- Zvonička
- Dva pomníky válečných obětí
- Kříž u domu čp. 9
- Zvonička u čp. 75 v dolní části vsi
- Socha sv. Jana Nepomuckého u čp. 49
- Tzv. Pavlův kříž na kopci (519 m) severně od Příkrého
- Hřbitov jižně od vsi, u cesty k Nouzovu, s centrálním křížem
- Řada různou měrou dochovaných staveb lidové architektury

## Části obce
- Příkrý
- Škodějov